# Tørveproduktion i Jylland
|  | Denne artikel er oprettet af botten Steenthbot ud fra en ekstern database. Den kan derfor have sproglige fejl eller mangler. Denne skabelon kan fjernes efter kontrol af indholdet. |

Tørveproduktion i Jylland er en dansk dokumentarisk optagelse.

## Handling
Industriel tørveproduktion i Jylland: Opgravning og æltning. Tørv i stakke. Nedgravning af drænrør. Etablering af afvandingskanaler. Jernbanetransport af tørv. Diverse specielle produktionsmaskiner og de mange arbejdsprocesser dokumenteres. Også kvinder og større børn arbejder med i tørveproduktionen.